# 鳥籠御殿 〜L'Oiseau bleu〜
「鳥籠御殿 〜L'Oiseau bleu〜」（とりかごごてん ロワゾー・ブルー）は、日本のバンドDの通算16枚目のシングル。2011年7月28日発売。

## 概要
- D初の会場販売、公式通販限定シングル。
- TYPEA、Bの2タイプが発売される。

## 収録曲

### TYPE A
1. 鳥籠御殿 〜L'Oiseau bleu〜
(作詞 / 作曲：ASAGI)
2. 羽根をひとひら
(作詞：ASAGI / 作曲：Tsunehito)
3. 鳥籠御殿 〜L'Oiseau bleu〜 (Voiceless)

### TYPE B
1. 鳥籠御殿 〜L'Oiseau bleu〜
2. 羽根をひとひら
3. 伝承されし空の物語
(作詞 / 作曲：ASAGI)
4. 鳥籠御殿 〜L'Oiseau bleu〜 (Voiceless)